# 恩奇西县
13°20′S 34°00′E / 13.333°S 34.000°E
恩奇西县（Ntchisi District）是馬拉維中部的一個縣，屬於中央區的一部分，該縣北臨卡松古縣，東接恩科塔科塔縣，南鄰多瓦縣，面積1,655平方公里，人口167,880。